# Marco Ganci
Marco Ganci (ur. 16 maja 1976 w Catanzaro) – włoski duchowny katolicki, stały obserwator przy Radzie Europy od 2019.

## Życiorys
16 grudnia 2000 otrzymał święcenia kapłańskie i został inkardynowany do archidiecezji Catanzaro-Squillace. Otrzymał przygotowanie do służby dyplomatycznej na Papieskiej Akademii Kościelnej. W 2006 rozpoczął służbę w dyplomacji watykańskiej pracując kolejno jako sekretarz nuncjatur: w Boliwii (2006-2009), Grecji (2009-2012) oraz przy Radzie Europy (2012-2015). Następnie w latach 2015-2019 był radcą nuncjatury w Kenii.
21 września 2019 został mianowany przez Franciszka stałym obserwatorem Watykanu przy Radzie Europy w Strasburgu, zastępując na tym stanowisku arcybiskupa Paola Rudellego.